# Maria Josefine Madsen
Maria Josefine Konstantin Madsen, kendt som JoJo, (født 23. september 1987 i Hillerød) er en dansk radiovært.

## Karriere

### GO'NOVA
Hun blev en del af morgenholdet på GO'NOVA i august 2013, hvor hun sidenhen vandt utallige priser med resten af programmet, heriblandt Ekstra Bladets radiopris, Den Gyldne Mikrofon.

### Go' morgen P3
Maria Josefine Madsen blev i 2018 ansat på Danmarks Radio som vært på Go' morgen P3.